# Вигодська світа
Ви́годська сві́та — літостратиграфічний підрозділ еоценових відкладів Складчастих Карпат. Деякі дослідники включають її до складу так званого Вигодського горизонту.

## Назва
Від назви с. Вигода.

## Поширення
Скибова зона Карпат.

## Стратотип
в околицях с. Вигода

## Літологія
Пісковики масивні, грубошаруваті, з тонкими прошарками аргілітів і алевролітів, які фаціально заміщуються попелясто-сірими вапняками і мергелями. Потужність відкладів світи до 200 м.

Поділяється на шари:
- оравські (район Сколе)
- ритмічних пісковиків (район р. Чечви)
- буковинські (Покутсько-Буковинські Карпати)
- пасічнянські (р. Бистриця-Надвірнянська)

## Фауністичні і флористичні рештки
- Cibicides ventratumidus (Mjatl.)
- Cibicides westi Howe
- Acarinina billbrooki (Bolli)
- Nummulites planulatus Lam.
- Nummulites murchisoni Brunn.
- Asterodiscus stella (Gϋmb.)